# دریای میانه‌ای آمریکا
دریای میانه‌ای آمریکا یک نام علمی برای حوضه رقیق میانه‌ای شامل دریای کارائیب و خلیج مکزیک در اقیانوس اطلس است. این نام که به‌ویژه توسط اقیانوس‌شناسان آلمانی استفاده شده‌است، توسط سازمان زمین‌شناسی آمریکا، سازمان آب‌نگاری بین‌المللی یا سایر نهادهای آب‌شناسی بین‌المللی به رسمیت شناخته نشده‌است. مساحت دریای میانه‌ای آمریکا ۴٫۳۱۹ میلیون کیلومتر مربع و عمق متوسط آن ۲٬۲۱۶ متر است.
حوضه‌های آن شامل حوضه مکزیک، حوضه کیمن، حوضه یوکاتان، حوضه کلمبیا، حوضه ونزوئلا و حوضه گرانادا است.
دریای میانه‌ای آمریکا یکی از دریاهای حاشیه اقیانوسی محسوب می‌شود. این دریا علاوه بر جزایر کوچک متعدد، گروه‌های بزرگ و کوچک جزایر و مجمع‌الجزایر، جزایر بزرگ کوبا، جامائیکا، هیسپانیولا، و پورتوریکو را در بر می‌گیرد. همه این جزایر جزو جزایر هند غربی هستند که دریای میانه‌ای آمریکا را از اقیانوس اطلس جدا می‌کنند.